# Gualtieri Sicaminò
Gualtieri Sicaminò település Olaszországban, Szicília régióban, Messina megyében. Lakosainak száma 1580 fő (2023. január 1.). Gualtieri Sicaminò Pace del Mela, Santa Lucia del Mela, Condrò és San Pier Niceto községekkel határos.

## Népesség
A település lakossága az elmúlt években az alábbi módon változott:
| Lakosok száma | 1758 | 1741 | 1580 |
|               | 2017 | 2018 | 2023 |